# Шумсько
Шумсько (пол. Szumsko) — село в Польщі, у гміні Ракув Келецького повіту Свентокшиського воєводства.
Населення — 231 особа (2011).
У 1975-1998 роках село належало до Келецького воєводства.

## Демографія
Демографічна структура на день 31 березня 2011 року:
|          | Загалом | Допрацездатний вік | Працездатний вік | Постпрацездатний вік |
| -------- | ------- | ------------------ | ---------------- | -------------------- |
| Чоловіки | 120     | 17                 | 85               | 18                   |
| Жінки    | 111     | 19                 | 56               | 36                   |
| Разом    | 231     | 36                 | 141              | 54                   |